# Emperador
Emperador – gmina w Hiszpanii, w prowincji Walencja, we wspólnocie autonomicznej Walencja, o powierzchni 0,03 km². W 2011 roku liczyła 633 mieszkańców.